# Dương Hòa
Dương Hòa là một xã ngoại thành nằm ở phía Tây thành phố Hà Nội, Việt Nam.
Ngày 16 tháng 6 năm 2025, Ủy ban Thường vụ Quốc hội ban hành Nghị quyết số 1656/NQ-UBTVQH15 trong đó về việc sắp xếp toàn bộ diện tích tự nhiên, quy mô dân số của các xã Cát Quế, Đắc Sở, Dương Liễu, Minh Khai, Yên Sở (huyện Hoài Đức cũ) thành xã mới có tên gọi là xã Dương Hòa.

## Vị trí địa lý và hành chính
Xã Dương Hòa có vị trí địa lý:
- Phía Bắc giáp xã Đan Phượng và xã Hát Môn.
- Phía Tây giáp xã Quốc Oai.
- Phía Nam giáp xã Sơn Đồng.
- Phía Đông giáp xã Hoài Đức.

Xã Dương Hòa chia thành 6 thôn: Cát Ngòi, Đắc Sở, Dương Liễu, Mậu Hòa, Quế Dương, Yên Sở.

## Lịch sử
Xã Dương Hòa được thành lập vào năm 1945 trên cơ sở tách 2 làng Dương Liễu và Mậu Hòa thuộc tổng Dương Liễu, huyện Đan Phượng, phủ Hoài Đức, tỉnh Hà Đông.
Xã Dương Cát được thành lập vào năm 1945 trên cơ sở tách 4 làng Cát Ngòi, Đắc Sở, Quế Dương, Yên Sở thuộc tổng Dương Liễu, huyện Đan Phượng, phủ Hoài Đức, tỉnh Hà Đông.
Năm 1956, xã Dương Hòa tách thành 2 xã Dương Liễu và Minh Khai, xã Dương Cát tách thành 3 xã Cát Quế, Đắc Sở, Yên Sở.

## Tín ngưỡng, tôn giáo và văn hoá
Trên địa bàn xã 2 thôn Cát Ngòi và Quế Dương có một phần người dân theo đạo Thiên chúa.
Đình và chùa trên địa bàn xã đã được nhà nước xếp hạng công nhận là di tích lịch sử văn hoá.
Trên địa bàn xã Dương Hòa có nhiều di tích lịch sử trong đó có Quán Giá đã được xếp hạng di tích lịch sử cấp Quốc Gia. Là nơi thờ Tướng công Thái uý Lý Phục Man một người con của làng Giá - Yên Sở đã có công giúp Lý Bí lập nên nhà nước Vạn Xuân ở thế kỷ thứ VI.

## Kinh tế
Trên địa bàn xã Dương Hòa có 3 làng nghề chế biến nông sản ở Dương Liễu, Cát Quế và Minh Khai với sản phẩm nổi bật là miến dong. Ngoài ra xã còn có đặc sản bánh gai ở Yên Sở và vùng Đắc Sở chuyên trồng phật thủ.

## Danh nhân
- Lý Phục Man: Vị tướng thời vua Lý Nam Đế. Quê ở thôn Yên Sở.
- Nguyễn Thúc Thông: Tiến sĩ năm Thái Hòa thứ 6 (1448). Quê ở thôn Quế Dương.
- Nguyễn Danh Dự (1657 – 1714): Danh thần thời Lê trung hưng. Quê ở thôn Dương Liễu.
- Nguyễn Quang Dương (sinh năm 1962): Phó Trưởng ban Tổ chức Trung ương. Quê ở thôn Dương Liễu.
- Nguyễn Phi Kiến (1564 – 1628): Tiến sĩ năm Vĩnh Tộ thứ 5 (1623). Quê ở thôn Dương Liễu.
- Dương Nghiễm Mậu (1936 – 2016): Nhà văn Việt Nam. Quê ở thôn Mậu Hòa.